# Beloveža
Beloveža é um município da Eslováquia, situado no distrito de Bardejov, na região de Prešov. Tem 10,15 km² de área e sua população em 2018 foi estimada em 784 habitantes.

## Demografia
| Ano:        | 1994 | 2004   | 2014   | 2024   |
| ----------- | ---- | ------ | ------ | ------ |
| Broj ljudi: | 827  | 797    | 807    | 789    |
| Razlika:    |      | -3,62% | +1,25% | -2,23% |

| Ano:               | 2023 | 2024   |
| ------------------ | ---- | ------ |
| Número de pessoas: | 781  | 789    |
| Diferença:         |      | +1,02% |